# Aeroporto de Fukuoka
O Aeroporto de Fukuoka (em japonês: 福岡空港) (IATA: FUK, ICAO: RJFF) é um aeroporto internacional localizado na cidade de Fukuoka no Japão, sendo o quarto aeroporto mais movimentado do país.